# Hollis Dow Hedberg
Hollis Dow Hedberg (* 29. Mai 1903 in Falun, Kansas; † 14. August 1988 in Princeton, New Jersey) war ein amerikanischer Erdöl-Geologe und Stratigraph. Seine Verdienste lagen in der Anwendung theoretischer Erkenntnisse auf die Praxis der Erdölexploration und in seinem Einsatz für die konsequente Standardisierung stratigraphischer Nomenklatur.

## Leben
Hedberg wurde als Sohn des eingewanderten Schweden Carl August Hedberg und seiner schottischstämmigen Frau Zada Mary Dow während einer der schlimmsten Überschwemmungen in Kansas geboren, so dass die mit dem Boot herbeigeruderte Hebamme nicht rechtzeitig zu seiner Geburt kam. Er wuchs unter harten Bedingungen auf und half schon als Kind bei der Arbeit auf der Farm seiner Eltern. Nach der Schule war er zunächst interessiert an Journalismus, schrieb sich dann jedoch 1920 als Geologe an der University of Kansas in Lawrence ein.
1921 starb sein Vater, und Hollis musste für ein Jahr die Verwaltung der Farm übernehmen. 1922 nahm er das Studium an der University of Kansas wieder auf, graduierte 1925, und legte im Jahr darauf seinen Master an der Cornell University ab. Seine erste Arbeit, der 1926 erschienene Aufsatz The Effect of Gravitational Compaction on the Structure of Sedimentary Rocks, befasste sich mit der Porosität von Tonsteinen und der Abhängigkeit des Speicherpotentials von der Porosität; eine Vorstellung, die erst viel später Allgemeingut im Bereich der Erdölexploration wurde. Im selben Jahr wurde er Mitglied bei der American Association of Petroleum Geologists (AAPG) und erhielt seine erste Anstellung bei der Lago Petroleum Company, einer Tochtergesellschaft der Standard Oil Company, in Maracaibo, Venezuela.
1932 heiratete er Frances Murray. Den Doktortitel erhielt Hedberg 1937 an der Stanford University mit einer Arbeit über die Stratigraphie von Venezuela (Stratigraphy of the Rio Querecual Section of Northeastern Venezuela). Im gleichen Jahr noch wurde er Direktor des stratigraphischen Labors der Mene Grande Oil Company in Oficina, El Tigre, bei der er 1939 zum stellvertretenden Leiter für ganz Ostvenezuela aufstieg. Ihm oblag die Überwachung der komplizierten geologischen Verhältnisse, die durch stark gestörte, langgestreckte Sandsteinschichten gekennzeichnet ist, so dass die erdölführenden Schichten schwierig aufzufinden waren. Die venezolanische Regierung verlieh ihm 1941 die Medalla de Honor de la Instruction Publica für seine Beiträge zur Erforschung der Geologie von Venezuela. 1945 schließlich wurde er zum Leiter aller Operationen in Venezuela, dies erforderte den Umzug nach Caracas.
Schon im nächsten Jahr (1946) zog die Familie zunächst nach New York City, da Hedberg Chefgeologe bei der Gulf Oil wurde, dann nach Summit, New Jersey und 1952 – mittlerweile waren es fünf Kinder – schließlich nach Oakmont, einem Vorort von Pittsburgh. Ab 1959 unterrichtete er die Vorlesung Stratigraphic Systems an der Princeton University, an der er bis zu seiner Pensionierung Ende 1971 blieb.
Seine offizielle Tätigkeit für Gulf Oil beendete er bereits 1968, doch blieb er dem Unternehmen als externer Berater verbunden.

## Wirken

### Erdöl
Als Erdölgeologe in Venezuela wurde Hedberg vertraut mit den teilweise schwierigen Bedingungen bei der Erdölexploration und beschäftigte sich neben seiner praktischen Arbeit auch mit der theoretischen Seite. 1937 erschien seine Arbeit über den Zusammenhang zwischen Dichte und Refraktionsindex von Rohöl, der heute standardmäßig als Indikator für die Ergiebigkeit von Öllagerstätten angewendet wird. Weitere Grundlagenarbeit leistete er auf dem Gebiet der Erdölentstehung (Geologic Aspects of the Origin of Petroleum, 1964) und untersuchte den Beitrag der Methanentstehung in nicht oder nur teilweise verfestigten Sedimenten bei der Entstehung von Sediment-Diapiren und Schlammvulkanen (Relation of Methane Generation to Undercompacted Shales, Shale Diapirs, and Mud Volcanoes, 1974).
Später entwickelte er ein Interesse an Afrika, wo bisher keine Erdölvorkommen entdeckt wurden. Er legte damit die Grundlagen für die Entdeckung von Vorkommen in Westafrika (Nigeria und Cabinda). Ende der 1970er machte er Gulf Oil auf NW-Kolumbien aufmerksam. Er war selbst dort von 1982 bis 1986 tätig, selbst als Gulf Oil 1984 von der Chevron Corporation aufgekauft wurde.

### Stratigraphie
Während seiner Arbeit in Venezuela entwickelte Hedberg die Vorstellung, dass nicht nur Fossilien zur Korrelation von Gesteinsschichten verwendet werden können, sondern auch andere Kriterien wie etwa lithologische Gesteinsabfolgen. Er setzte sich ein für eine klare stratigraphische Terminologie und die klare Trennung der Konzepte von Zeit, zeitlicher Gliederung von Gesteinsschichten und lithostratigraphischer Gliederung. Zeiteinheiten beruhen auf theoretischen Konzepten, während die Untergliederung von Gesteinsschichten nach ihrer Ausbildung oder ihrem Fossilinhalt beobachtbar sind. Es besteht jedoch nur in den seltensten Fällen eine eindeutige Beziehung zwischen Zeit und so untergliederten Gesteinsschichten, da sowohl Lithologie wie auch Fossilinhalt oft diachron verlaufen und darüber hinaus meist keine kontinuierliche Abfolge darstellen. Aus diesem Grund war er der Auffassung, dass biostratigraphisch festgelegte Einheiten niemals als Zeiträume aufgefasst werden sollten. Mit dieser Auffassung erntete er lang anhaltende und heftige Kritik aus den Reihen der Paläontologen. Sein Einsatz für die Belange der Stratigraphie fand ihren vorläufigen Gipfel in der Veröffentlichung des International Stratigraphic Guide im Jahr 1976.
Sein Interesse an theoretischer Stratigraphie und Nomenklatur entwickelte sich aus seiner praktischen Arbeit, und 1946 wurde er Mitglied in der American Commission on Stratigraphic Nomenclature, und blieb es bis 1960. Beim 19. Internationalen Geologenkongress in Algier 1952 schlug er der International Commission on Stratigraphy die Gründung einer internationalen Kommission für stratigraphische Nomenklatur vor. Der Vorschlag wurde angenommen, und Hedberg war 1952 bis 1976 Vorsitzender dieser International Subcommission on Stratigraphic Classification (ISSC). Die Kommission veröffentlicht Arbeitshilfen zur stratigraphischen Arbeit, die als internationale Richtlinien dienen sollen.

### Andere Richtungen
Anfang der 1960er verstärkte sich sein Interesse an der Geologie der Ozeane, und 1962 wurde er zum Vorsitzenden des AMSOC Mohole Committee der National Academy of Sciences, die sich mit dem Versuch befasste, eine ozeanische Tiefbohrung in der im Vergleich zur kontinentalen Kruste dünnen ozeanische Kruste durch die Mohorovičić-Diskontinuität (Moho) in den Erdmantel durchzuführen (Mohole-Projekt). Hedberg war Fürsprecher eines überlegt konzipierten Vorgehens, mit mehreren flacheren Bohrungen an verschiedenen Ansatzpunkten, um geeignete Bohrtechniken zu erproben. Der politische Druck, eine einzige, spektakuläre Aktion durchzuführen, wuchs rapide, und als Hedberg den Eindruck bekam, das kein Interesse daran bestand, solide Erkenntnisse in der Durchführung von Tiefwasserbohrungen oder übertiefen Bohrungen zu gewinnen, trat er 1963 von seinem Posten zurück, und der Mohole-Ausschuss löste sich auf. Das Mohole wurde nie gebohrt, aber die Vorschläge der Arbeitsgruppe dienten später als Modell für das JOIDES Deep Sea Drilling Program, an dessen Vorbereitung auch Hedberg von 1970 bis 1977 mitarbeitete.
Bei der Gulf Oil setzte er sich für die Erkundung des Kontinentalschelfs von Nordamerika ein. 1966 wurde das Forschungsschiff Gulf Oil R/V Gulfrex in Betrieb genommen, das von 1967 bis 1975 genutzt wurde, um dann von Gulf Oil R/V Hollis Hedberg abgelöst zu werden (Betriebszeit 1974 bis 1985).
1979 wurde Hedberg Berater in Ronald Reagans Präsidentschaftskampagne, und war in der Folge ein starker Befürworter der Erdölprospektion in US-amerikanischen Gewässern. Er befasste sich mit nationalen Rohstoffvorräten und internationalem Seerecht und nahm Einfluss auf die Verhandlungen zwischen Mexiko und den Vereinigten Staaten über den Verlauf der Staatsgrenze im Ozean am Fuße des Kontinentalschelfs.
Ab 1969 verfasste er mehrere Aufsätze über die Geschichte der Geologie und beschäftigte sich speziell mit schwedischen Geologen. Sein Buch über die 1780 erschienene stratigraphisch-erölgeologische Beschreibung eines Gebietes in der Siljan-Region Zentralschwedens war 1988 Hedbergs letzte Veröffentlichung.

## Ehrungen
1936 wurde er Fellow, 1958 Vizepräsident und 1960 Präsident der Geological Society of America.
Nach seiner Wahl in die National Academy of Sciences im Jahr 1960 engagierte er sich dort in zahlreichen Ausschüssen. 1962 wurde er zum Präsidenten des American Geological Institute (AGI) gewählt.
Weitere Auszeichnungen waren:
- AAPG Sidney Powers Medal 1963, AAPG President’s Award 1972, AAPG Human Needs Award 1973
- Wollaston-Medaille der Geological Society of London (1975)
- Offshore Technology Conference Distinguished Achievement Award (1975)
- Penrose-Medaille (1980)

## Werke
Hedberg verfasste 177 wissenschaftliche Aufsätze, zahlreiche Gutachten für Gulf Oil und andere Firmen wie auch Institutionen blieben unveröffentlicht. Seine wichtigsten Werke waren:
- 1944: Stratigraphy of northeastern Anzoategui, Venezuela. American Association of Petroleum Geolologists Bulletin 28, S. 1–28 (mit A. Pyre)
- 1947: Oil fields of greater Oficina area, central Anzoategui, Venezuela. American Association of Petroleum Geolologists Bulletin 31, S. 2089–2169 (mit H. J. Funkhouser und L. C. Sass)
- 1948: Santa Ana, San Joaquin, Guario, and Santa Rosa oil fields (Anaco fields), central Anzoategui, Venezuela. American Association of Petroleum Geolologists Bulletin 31, S. 2:1851-1890 (mit H. J. Funkhouser und L. C. Sass)
- 1948: Time-Stratigraphic Classification of Sedimentary Rocks. Geological Society of America Bulletin 59, S. 447–462
- 1964: Drilling the Ocean Crust. International Science and Technology Conover-Mast Publication (October), S. 72–86, 99–10 (mit Creighton Burk)
- 1964: Geologic Aspects of the Origin of Petroleum. American Association of Petroleum Geolologists Bulletin 48, S. 1755–1803
- 1976: International Stratigraphic Guide. New York: John Wiley and Sons, 220 S. (Herausgeber)
- 1988: The 1740 Description by Daniel Tilas of Stratigraphy and Petroleum Occurrence at Osmudsberg in the Siljan Region of Central Sweden. Tulsa, Oklahoma American Association of Petroleum Geolologists Foundation, 96 S.